# Orthostichella muelleri
Orthostichella muelleri là một loài Rêu trong họ Meteoriaceae. Loài này được (Dusén) B.H. Allen & Magill mô tả khoa học đầu tiên năm 2007.